# (6430) 1964 UP
A (6430) 1964 UP a Naprendszer kisbolygóövében található aszteroida. A Bíbor-hegyi Obszervatóriumban fedezték fel 1964. október 30-án.